# Les Feixes (el Meüll)
Les Feixes és un indret i partida del terme municipal de Castell de Mur, dins de l'antic terme de Mur, al Pallars Jussà, en terres del poble del Meüll.
Estan situades en els vessants meridionals de los Tossalets, a ponent del Meüll. El Camí del Mas de l'Hereu ressegueix les Feixes pel sud, per dessota seu.
És una partida de camps de conreu repartits en feixes, d'on el nom.